# Marlene Kurt
Marlene Kurt (* 27. April 1943) ist eine ehemalige kanadische Diskuswerferin und Kugelstoßerin.
Bei den Panamerikanischen Spielen 1967 in Winnipeg wurde sie Vierte im Diskuswurf.
1970 wurde sie bei den British Commonwealth Games in Edinburgh Achte im Kugelstoßen und Zwölfte im Diskuswurf.
1970 und 1971 wurde sie Kanadische Meisterin im Diskuswurf, 1970 außerdem im Kugelstoßen. Ihre persönliche Bestleistung im Diskuswurf von 49,32 m stellte sie am 13. Juli 1968 in Lethbridge auf.